# Antoine Sanguinetti
Pour les articles homonymes, voir Sanguinetti.
Antoine Sanguinetti est un vice-amiral d'escadre et un militant politique français, né le 9 mai 1917 au Caire et mort le 20 juillet 2004 à Bastelicaccia.
Il est le frère cadet d'Alexandre Sanguinetti, député et ministre gaulliste.

## Carrière militaire
Antoine Sanguinetti, né au Caire le  9 mai 1917, fils de Joseph Sanguinetti, fonctionnaire au ministère égyptien de l'Intérieur, et de Lucie Pietri, est le frère cadet d'Alexandre Sanguinetti.
Il sort de l’École navale en 1939, puis sert dans la marine de Vichy après la défaite de 1940. il devient pilote de chasse. En novembre 1942 il est en Afrique du nord et rejoint donc naturellement les Forces françaises combattantes. Fin 1943, il est envoyé en mission secrète en France occupée et en revient par les Pyrénées en 1944. Il participe au débarquement de Provence dans les commandos. Il fait un passage dans les fusiliers marins, mais l’essentiel de sa carrière se déroule dans l’aéronavale.
En 1961, il prend publiquement position contre le putsch d'Alger. Du 20 octobre 1967 au 25 septembre 1968, le capitaine de vaisseau Sanguinetti commande le porte-avions Clemenceau, lors de la deuxième campagne de tirs des essais nucléaires français dans le Pacifique.
Il est nommé major général de la Marine en 1972. Élevé au rang et appellation de vice-amiral d’escadre en 1974, il est nommé membre du conseil supérieur de la marine (1974 – 1975) puis président de la Commission permanente des essais des bâtiments de la flotte (1975 – 1976).
Jugeant trop peu ambitieuse la politique du nouveau président de la République à l'égard de la marine, il la critique ouvertement et à plusieurs reprises. En 1976, il est donc mis à la retraite anticipée.
Sanguinetti ne sera réintégré dans les cadres (de réserve) et admis en deuxième section qu'en 1983.

## Militantisme
Il reste actif en politique, comme gaulliste de gauche, puis au Parti socialiste, dont il est également exclu en 1982 (pour avoir figuré sur une liste dissidente) ; en 1994, il figure sur la liste de Léon Schwartzenberg aux élections européennes.
Il enquête en 1978 sur les dictatures militaires en Argentine et en Uruguay. Il continue de militer à la Ligue des droits de l'homme et au Mouvement de la Paix et manifeste notamment pour le démantèlement des missiles Pershing américains et SS-20 soviétiques en Europe, et en faveur des immigrés clandestins. Il parraine la création du mouvement Ras l'front en 1990. Il succède à Henri Noguères comme président du comité Droits et libertés dans l’institution militaire (DLIM). Il signe des pétitions, dont un appel de 60 généraux européens, russes et américains pour l’abandon des armes nucléaires (1996), l’Appel des Cent et la pétition « Crimes sans châtiment en Tchétchénie » protestant contre les exactions de l’armée russe.
En 1996, il se tient aux côtés des sans-papiers africains, réfugiés dans l'Église Saint-Bernard, à Paris.
En 2001 il soutient et milite auprès de l'AVEN (l’Association des vétérans des essais nucléaires). Antoine Sanguinetti, ex-pacha du Clemenceau, l’une des cautions morales de l’association, a toujours dénoncé la contamination de ses hommes et le peu de suivi sanitaire du personnel. Il militait également pour le développement de la Corse, et contre l’autonomisme et l’indépendantisme corse.
Il était surnommé Tony Carabine.

## Opinions
Il dénonce dans une interview en 1983 le professeur de Harvard et membre du Conseil National de Sécurité américain Richard Pipes d'avoir envisagé une guerre nucléaire en Europe comme un mal nécessaire.

## Publications
- Chansons de Marine, Paris, Éditions maritimes et d’outre-mer, 1966
- Le fracas des armes, Paris, Hachette, 1975
- Résistance, marine et libération, Ivry sur Seine, Fondation des élèves officiers et sous-officiers de réserve républicains, 1994, in : Défense et citoyen, no 64, p. 26-27.
- Mémoires d'actions et de réactions, Éditions L'Harmattan, 2002
- Histoire du soldat de la violence et des pouvoirs, Paris, Ramsay, 1979, 366 p. (OCLC 1010187887)

## Décorations
- Grand officier de la Légion d'honneur
- Chevalier de l'ordre national du Mérite
- Croix de guerre 1939–1945 et T.O.E.
- Croix de la Valeur militaire
- Médaille de la Résistance française avec rosette
- Médaille des évadés
- Médaille de l’Aéronautique
- Médaille coloniale avec agrafe « Extrême-Orient »
- Mention In Dispatches britannique
- Officier de l'ordre du Ouissam alaouite
- Commandeur de l'ordre du Mérite chilien